# Ostrężnik (Trzebniów)
Ostrężnik – przysiółek wsi Trzebniów w Polsce, w województwie śląskim, w powiecie myszkowskim, w gminie Niegowa.
W latach 1975–1998 miejscowość należała administracyjnie do województwa częstochowskiego.
Osada Ostrężnik znajduje się przy drodze wojewódzkiej nr 793, drogą tą przebiega granica gmin Niegowa i Janów. Położna po drugiej stronie drogi leśniczówka to miejscowość Ostrężnik w gminie Janów.
Miejscowość ma znaczenie turystyczne. Jest w niej restauracja, parking i jest dużym węzłem szlaków turystyki pieszej i rowerowej. Wychodzi z niej m.in. szlak do znajdujących się w bliskiej odległości ruin Zamku Ostrężnik i Jaskini Ostrężnickiej. Wychodzą z niej także leśne drogi do Trzebniowa i Czatachowej. Przez Ostrężnik przechodzą następujące szlaki turystyczne:
 Szlak Orlich Gniazd
 Szlak Warowni Jurajskich
 Szlak Gór Gorzkowskich
 Szlak im. Jana Pawła II
  szlaki rowerowe.